# Torre del Reloj (Luanco)
La Torre del Reloj es un edificio situado en el centro de la localidad asturiana de Luanco, en el concejo de Gozón (España).

## Descripción

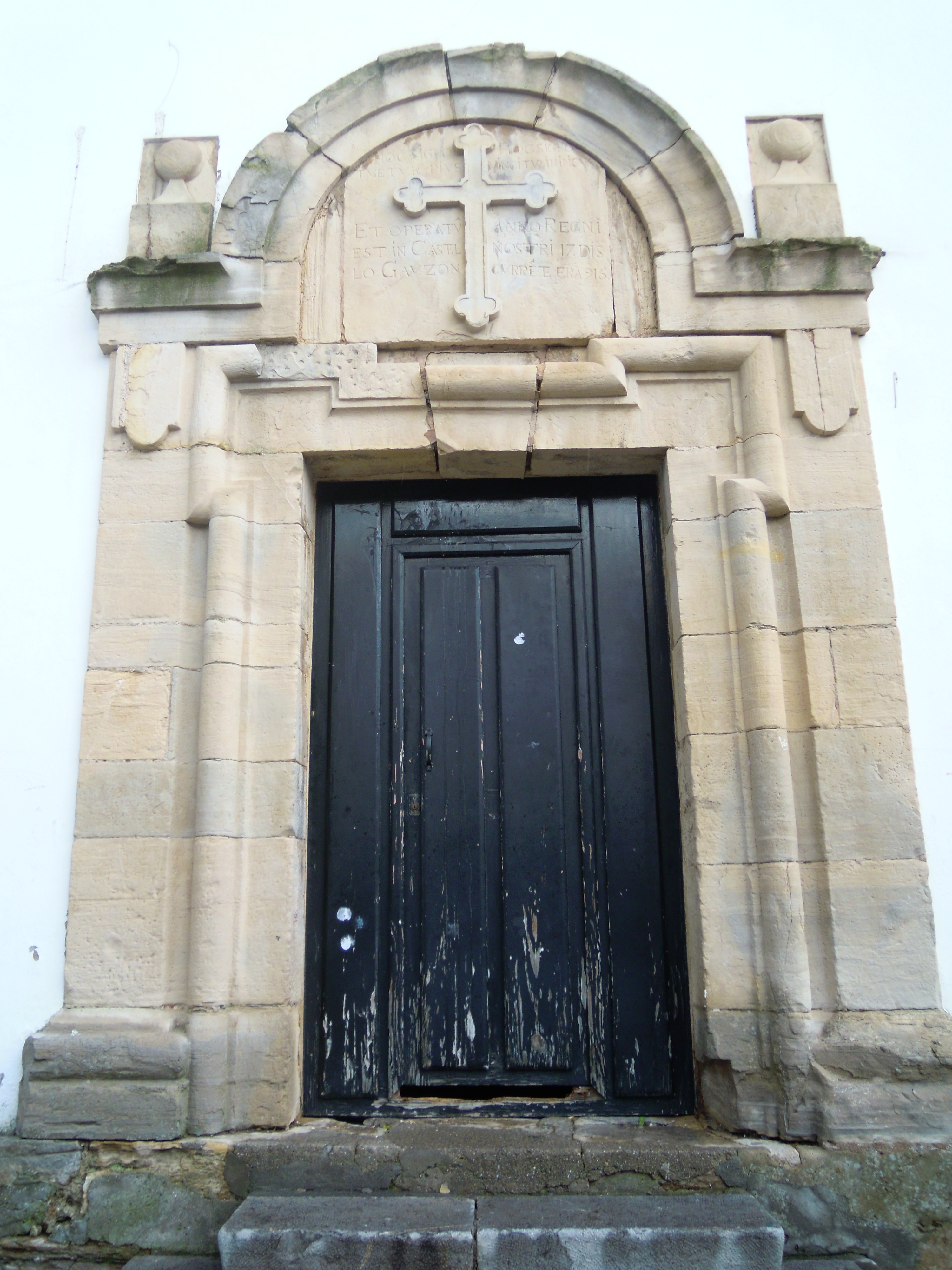
Detalle de la puerta.

La construcción de la torre se remonta a 1705 gracias a J.A. Menéndez de la Pola y A. García Caunedo, con la función de construir un reloj, muy cerca de la playa de La Ribera. Sin embargo, en sus primeros años fue utilizada como cárcel, polvorín y almacén. En la segunda mitad del siglo comenzó a ser usada para el fin con el que fue construida.  
Consta de una planta cuadrada y cuatro alturas. Su puerta barroca se enmarca en molduras de orejas. Sobre el dintel se labra la Cruz de la Victoria. En 1920 se instaló el reloj actual donado por la empresa Unión Gozoniega de La Habana. El edificio se remata con una pequeña torrecilla para las campanas.